# Dąbrówno (stacja kolejowa)
Dąbrówno – zlikwidowana stacja kolejowa w Dąbrównie w województwie warmińsko-mazurskim